# 維克里拍賣
維克里拍賣（Vickrey auction），即次價密封投標拍賣(Second-price sealed-bid auction)。投標者在不知道其他人標價的情況下遞出標單，標價最高的人得標，但只需付次高的標價。維克里拍賣早在1893年就被用在郵票的拍賣上，這種拍賣方式在學術上最早是由哥倫比亞大學教授威廉·維克里於1961年提出的。這類拍賣在策略上類似英式拍賣，且會讓投標者有以實際價值出價的動機。
維克里的論文中原本是討論單一、不可分的商品被拍賣的情況。只在此情況下，「維克里拍賣」和「次價密封投標拍賣」二詞的意思是相等的，且可交替使用。不過，若拍賣商品是可分的，或為複數的，則這兩個詞的意思則不一樣，不可混用。
維克里拍賣在經濟學的文獻中很常出現，但在現實中則不常見。eBay的代理出價系統和維克里拍賣很相像，但並不完全一樣。一種對維克里拍賣稍微廣義化的版本（稱為廣義次價拍賣）則被用於Google和Yahoo的線上廣告程序中。紐約大學法學院使用維克里拍賣的一種疊代版本做為其選課抽籤的方式。

## 相关
- Erdos-Renyi随机图

## 附註
1. ↑  Lucking-Reiley, David. . Journal of Economic Perspectives. 2000, 14 (3): 183–192. doi:10.1257/jep.14.3.183.
2. ↑  Vickrey, William. . The Journal of Finance. 1961, 16 (1): 8–37. doi:10.1111/j.1540-6261.1961.tb02789.x.
3. ↑  Benjamin Edelman, Michael Ostrovsky, and Michael Schwarz: "Internet Advertising and the Generalized Second-Price Auction: Selling Billions of Dollars Worth of Keywords". American Economic Review 97(1), 2007 pp 242–259.
4. ↑  Hal R. Varian: "Position Auctions". International Journal of Industrial Organization, 2006, doi:10.1016/j.ijindorg.2006.10.002 .
5. ↑  Memorandum from the Office of the Vice Dean of NYU School of Law.  (PDF).   [2013-03-18]. （原始内容 (PDF)存档于2012-10-21）.